# Григорьевка (Иссык-Кульская область)
Григорьевка (кирг. Григорьевка) — село в Иссык-Кульском районе Иссык-Кульской области Кыргызстан. Административный центр аильного округа Садыр Аке.

## География
Григорьевка расположено на северном берегу озера Иссык-Куль, у подножья Кюнгёй-Ала-Тоо, одного из хребтов Северного Тянь-Шаня.
Расстояние от Григорьевки до районного центра города Чолпон-Ата — 34 км, до областного центра — Каракола — 109 км, до столицы республики — Бишкека — 295 км.

## История
В 1910 году несколько групп крестьян-переселенцев из Курской, Воронежской, Полтавской и др. губерний Российской империи, прибывших на поселение в долину Чон-Аксуу Семиреченской области, на сельском сходе решили послать ходока в губернское переселенческое управление своего доверенного — Григория Николаевича Лытикова. Целью его поездки было получить разрешение на выделении земли под строительство жилого посёлка в местности Чон-Аксуу у высокопочтенного Ясина, вблизи берега Иссык-Куля. Но его первая поездка по неизвестной причине осталась безрезультатной. В 1912 году его отправили повторно: в результате возвратившийся посланец принёс радостную весть: «Строительство посёлка разрешили». Таким образом, в память об этом замечательном человеке, поселение стало называться по имени Григория Лытикова — Григорьевское впоследствии за поселением закрепилось название Григорьевка.
Село начинало строиться в 1912 году, одной из первых построенных улиц явилась «улица Кутуржинская» (ныне ул. Куйбышева), первопоселенцами которой были семьи русских крестьян переселившиеся из Кутурги, ликвидированного переселенческого посёлка Озёрно-Фольбаумского. Затем образовались улицы Воронежская, Базарная, Кабацкая, Косячная (впоследствии все эти улицы в разные годы были переименованы). Постепенно село росло.
В августе 1916 года в Пржевальском уезде Семиреченской области, как и во многих регионах Средней Азии, вспыхнул так называемый «киргизский бунт» — мятеж киргизского и др. мусульманского населения (в советской историографии — Восстание в Семиречье 1916 года), вызванный приказом Туркестанского генерал-губернатора от 08 июля 1916 г. (на основании Высочайшего императорского указа) о привлечении на время войны «к работам по устройству оборонительных сооружений и военных сообщений в районе действующей армии инородцев Российской империи, освобождённых от воинской повинности, и в частности туземного населения Туркестанского края». Коснулись эти события и Григорьевки. Исторические документы свидетельствуют: «поселенцы Григорьевки, узнав о готовящемся нападении мятежников, почти все бежали в близлежащее большое село Сазановку. В Григорьевке осталась лишь 50 человек, укрывшихся в доме Губанова. Вечером 9 августа мятежники, напавшие на посёлок, угнали весь крестьянский скот… Согласно статистическим данным, всего по Григорьевской волости из 186 дворов — выжженных нет; из 500 чел муж. пола — убитых 16 чел., пропавших без вести 2 чел., из 498 чел жен. пола — убитых 9 чел., пропавших без вести 3 чел.».
Летом 1918 года, как и повсюду, в Прииссыккулье началось установление советской власти. В 1920-е годы, до образования в селе первых артелей, многие крестьянские семьи, ведшие натуральное хозяйство — жили в достатке, выращивали хлеб, занимались рыбной ловлей, пчеловодством, самостоятельно поднимали «своё хозяйство». В связи с начавшейся в 1931 году насильственной коллективизации, когда крестьян стали раскулачивать и загонять в колхозы — многие крестьянские семьи Григорьевки пострадали от политических репрессий. Затем — испытания годами лишений и трудностей в годы Великой Отечественной войны 1941-45 гг. и послевоенные, но многонациональная сельская община жила дружно: русские, кыргызы, балкарцы, уйгуры, казахи, белорусы, украинцы — всем миром сельчане трудились на благо социалистической Родины.

## Григорьевское ущелье

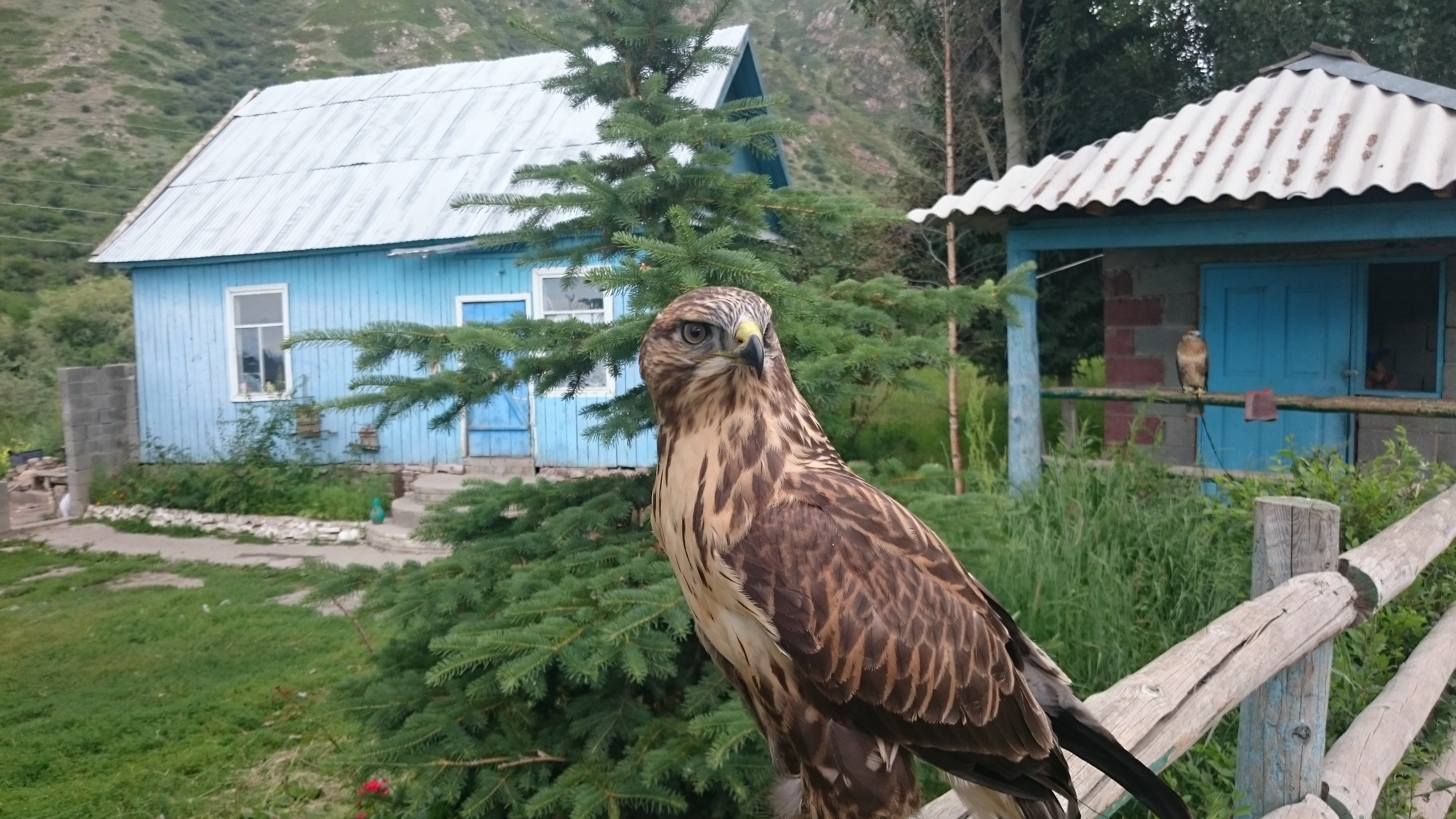

Григорьевское ущелье (кирг. Чон Ак-Суу) находится на северном берегу озера Иссык-Куль. Длина долины 35 километров. Среднюю часть долины венчают две снежные вершины: пик Кум-Бель (4200 м) и пик Эшенбулак (4647 м). Ущелье считается одной из достопримечательностей Иссык-Куля: его украшают красивейшие реликтовые тянь-шанские ели, сладкий запах сосен, зелёные горные склоны, шум горной реки, высокогорные озёра привлекают туристов отдыхающих на Иссык-Куле.
В ущелье имеется три прекраснейших высокогорных озера. В первой части ущелья располагается Нижнее озеро, выше в районе пастбищ Ат-Джайлоо (что означает летние пастбища) находится Среднее озеро, и приблизительно в 6 км от него расположилось самое красивое из трех озёр — это Верхнее. За этим озером на высоте около 3500 м, лесные массивы переходят в красивые альпийские луга. Благодаря пологому наклону ущелья все ландшафтные пояса ярко выражены и имеют большую протяжённость, нежели в других долинах Кюнгёй-Ала-Тоо.

## Население
По данным переписи 2009 года в селе проживало 5133 человека.

## Инфраструктура
Основным видом деятельности местного населения является животноводство, сельское и приусадебное хозяйство, а также сфера туристических услуг.
Ежегодно Григорьевское ущелье посещают более 20 тысяч человек. Надо сказать, что культура природопользования посетителей, находится на низком уровне. Оставленный мусор, неорганизованные костры, поврежденные деревья, неправильный сбор грибов и лекарственных трав, варварская ловля мальков рыбы, наносят непоправимый вред окружающей среде, и мн. др. Хотелось бы отметить тот факт, что и местное население, заинтересованное в сезонном заработке, в виду низкой экологической культуры, быть может, не осознавая негативных последствий, также наносит огромный вред окружающей среде. Это и вырубка зеленых насаждений, кустарниковой растительности, сжигание мусора, загрязнение бытовыми отходами ирригационной сети и пр.